# Pär Lagerkvist
Pär Fabien Lagerkvist (Växjö, Esmolandia, 23 de mayo de 1891-Estocolmo, 11 de julio de 1974) fue un escritor sueco, ganador del Premio Nobel de Literatura en 1951. Cultivó poemas, obras de teatro, novelas, cuentos y ensayos. Su obra se caracteriza por el pesimismo, la angustia, la indagación de la naturaleza humana y las constantes alusiones a la muerte.

## Biografía
Pär Lagerkvist nació en 1891 en el seno de una familia campesina de la provincia de Småland. Sus padres eran de educación tradicionalista, con profundas bases religiosas en la fe cristiana. De 1910 a 1912 estudia arte y literatura en la Universidad de Upsala.
Su interés hacia el arte lo llevan a viajar a París, donde estudia arte y conoce el movimiento cubista y expresionista.
Durante la Primera Guerra Mundial, vivió en Dinamarca; allí escribió su primera obra teatral en 1917, llamada El último ser humano, así como Angustia, libro de poesía fuertemente inspirado en la guerra.
A su regreso a Suecia, en 1919 se convierte en crítico de teatro en Estocolmo, donde escribe numerosos ensayos en prensa. Al mismo tiempo, continúa su obra literaria, que le acarrearía una gran aceptación entre el público y una no menor influencia en la literatura de su país.
En 1940 sería llamado como miembro de la Academia Sueca. Ese mismo año recibe el título de Doctor honoris causa por la Universidad de Gotemburgo, y en 1951 gana el Premio Nobel de Literatura.

## Su obra
La obra de Lagerkvist se caracteriza por una fuerte calidad expresiva, influencia que adquirió quizás en París, donde conoció el movimiento expresionista. Aborda temas principalmente relacionados con la problemática del bien y el mal, que se reflejan en una obra cargada de pesimismo, ansiedad, crueldad, y en ocasiones de moralidad religiosa.
Entre los temas centrales de su obra se encuentra la cuestión fundamental del bien y del mal, que el autor examinó a través de figuras como el verdugo medieval, Barrabás, y el Judío Errante. En su moral, usó motivos y figuras de la tradición cristiana sin seguir las doctrinas de la Iglesia.
Algunas de sus obras publicadas en castellano son:
- Angustia (Ångest, 1916), libro de poesía donde Lagerkvist, lleno de pesimismo, denuncia la violencia de la humanidad en las guerras, y la inutilidad de las mismas.[3]

- La Eterna sonrisa (Det eviga leendet, 1920), cuento fantástico que hace un balance de la vida cotidiana, aborda la inutilidad del materialismo, la necesidad del afecto y de un ser rector, así como la arrogancia del hombre pese a su fragilidad, y la superioridad de la muerte sobre los hombres. En esta obra, la muerte, con su sonrisa eterna es la verdadera gobernante de la humanidad. Los muertos, que son los protagonistas de esta historia, se sientan a conversar acerca de sus vidas, muchas veces mediocres, de sus virtudes y de sus defectos.[4]

- Estas cuestiones vuelven a ser tocadas en Historias Malignas (Onda sagor, 1924),[5] colección de cuentos cortos llenos de ironía en donde Lagerkvist muestra su miedo ante la probable existencia de Dios, la banalidad de las personas ante la moral, el miedo a la muerte, y la falta de sentido de la vida. En una de estas historias, un niño se atemoriza de que exista un ser eterno, omnipresente e inquisidor ante el que no existe defensa alguna. En otra historia, la gente se divierte cuando presencia un suicidio que incluso es trasmitido por televisión.

- El verdugo (Bödeln, 1933),[6] expone el simbolismo del verdugo que ejecutaba la pena capital en la Edad Media. Es una crítica al totalitarismo, al racismo, a los actos de lesa humanidad, y en concreto al nazismo. El verdugo simboliza al poder de la muerte y el odio, una especie de Cristo salvador inmortal que encumbra a unos a costa de la muerte de otros, mientras que Dios es un ser lejano de piedra totalmente inactivo.

- El enano (Dvärgen, 1944),[7] es una obra donde el protagonista, un enano de la Italia renacentista, es la encarnación del mal, extremadamente cruel, ama la guerra y desdeña las debilidades humanas. Un ejemplo de la gran maldad que se puede albergar en el alma y la ruptura de la línea entre lo humano y lo bestial.

- Barrabás (Barabbas, 1950)[8] es quizás la novela más famosa de Lagerkvist. La novela se basa en la historia bíblica de la liberación del ladrón Barrabás en lugar de Jesucristo. El escritor imagina la vida de Barrabás después de su liberación. El criminal cree que fue salvado para difundir el mensaje de Jesús, pero en su lucha religiosa no entiende el porqué de las persecuciones ni la inacción de Dios para evitarlas. La obra fue llevada al cine por primera vez en 1953 con la dirección del director sueco Alf Sjöberg y en 1961, con Anthony Quinn de protagonista y dirección de Richard Fleischer.

## Ediciones en español
- La sibila, Emecé, Buenos Aires, 1957
- El paraiso, Emecé, Buenos Aires, 1959
- Peregrino en el mar, Emecé, Buenos Aires, 1962
- Muerte de Ahasverus, Emecé, Buenos Aires, 1963
- Peregrino en el mar, Emecé, Buenos Aires, 1964
- La Tierra Santa, Emecé, Buenos Aires, 1965.
- "El rey", en Teatro sueco, Aguilar, Madrid, 1967
- Obras completas I, Emecé, Buenos Aires, 1967
- Barrabás. Ediciones Encuentro. 2007. ISBN 978-84-7490-873-2.
- El enano. Círculo de Lectores. 1972. ISBN 978-84-226-0288-0.
- El verdugo; El enano. Alianza Editorial. 1987. ISBN 978-84-206-1358-1.
- Barrabás y otros relatos. Ediciones Orbis. 1982. ISBN 978-84-7530-102-0.